# Deutscher Bund für Mutterschutz und Sexualreform
Der Bund für Mutterschutz und Sexualreform (Mutterschutzbund) war ein 1904/05 gegründeter deutscher Verein mit dem Ziel, die Stellung der Frau als Mutter in rechtlicher, wirtschaftlicher und sozialer Hinsicht zu verbessern.

## Geschichte
Am 12. November 1904 wurde in Leipzig ein Bund für Mutterschutz gegründet. Deren Erstunterzeichnende waren die Dichterin Ruth Bré (Elisabeth Bouness), die bald nach der Gründung wieder ausschied, der Arzt und Lebensreformer Friedrich Landmann aus Eisenach und der Münchener Gutsbesitzer Heinrich Meyer.
Am 26. Februar 1905 kam es in Berlin zu einer Neugründung im Architektenhaus. Maßgebliche Initiatorin war dabei die Feministin Helene Stöcker, die den Bund in besonderer Weise prägte. An der Gründungsversammlung und am Gründungsaufruf beteiligten sich zahlreiche bekannte Persönlichkeiten wie die Feministin Lily Braun, die schwedische Schriftstellerin Ellen Key, der Nationalökonom und Bodenreformer Adolf Damaschke, der Philosoph Christian von Ehrenfels, der Gynäkologe Alfred Hegar, die Frauenrechtlerin Hedwig Dohm, der freisinnige Politiker Friedrich Naumann, der Nationalökonom und Soziologe Werner Sombart, der Nationalökonom und Soziologe Max Weber und der Arzt, Philosoph und Eugeniker Ludwig Woltmann. In den Bundesvorstand wurden folgende Mitglieder gewählt: Lily Braun, Walter Borgius, Heinrich Finkelstein, Carl Galli, Agnes Hacker, Albert Kohn, Maria Lischnewska, Max Marcuse, Bruno Meyer und Adele Schreiber-Krieger.
Seit 1908 nannte sich die Vereinigung um in Deutscher Bund für Mutterschutz und Sexualreform.

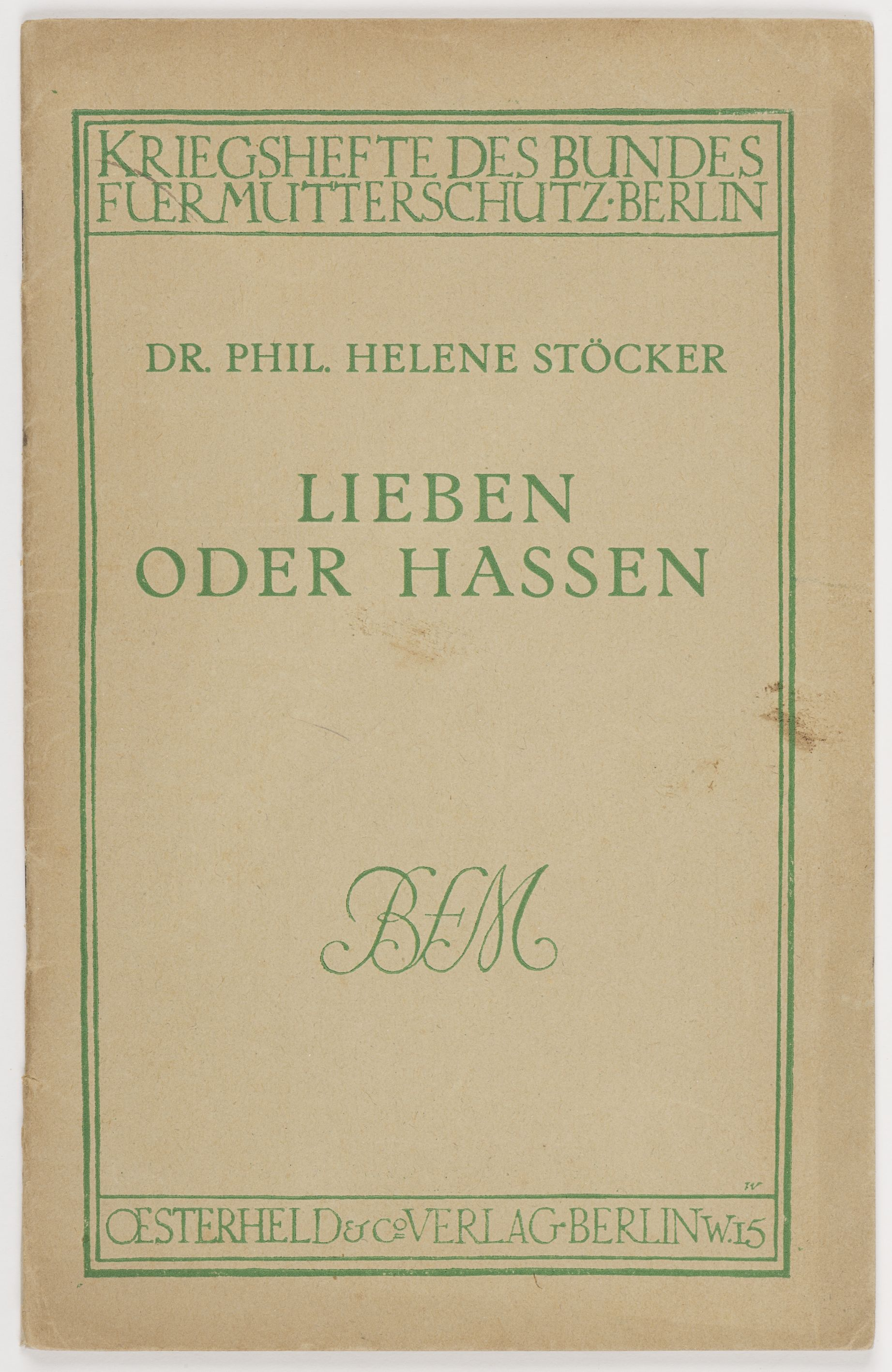
Lieben oder Hassen von Helene Stöcker, 1915

1909 hatte der Bund 4000 Mitglieder. Er organisierte alle zwei Jahre öffentliche Generalversammlungen: 1907 in Berlin (Thema „Reform der konventionellen Geschlechtsmoral“), 1909 in Frankfurt am Main („Die Frau und die Geschlechtskrankheiten“), 1911 in Breslau („Mutterschutz durch Erziehung und Aufklärung“) und 1913 erneut in Berlin („Geburtenpolitik und Prostitutionsproblem“).
Der Mutterschutzbund beteiligte sich am Weimarer Kartell, zu dem mehrere freidenkerische und freigeistige Organisationen zusammenfanden. Helene Stöcker, die auch engen Kontakt zum Deutschen Monistenbund hielt und regelmäßig in monistischen Zeitschriften schrieb, begründete die Teilnahme am Weimarer Kartell 1912 im Vereinsorgan des Mutterschutzbundes: „Wenn wir Sexualreformer wirklich Erfolge erzielen wollen, so bedarf es, wie eines politischen Großblocks der Linken, so auch eines Kulturblocks der freiheitlichen Kulturbestrebungen“.
In der Weimarer Republik gelang es dem Bund nicht, an die alte Mitgliederstärke anzuknüpfen. Er blieb aber weiterhin hoch aktiv und verlagerte den Schwerpunkt von „Mutterschutz“ zu „Menschenschutz“. In enger Kooperation mit dem Magnus-Hirschfeld-Institut kämpfte ein Bund für die Entkriminalisierung der Homosexualität. 1925 schloss sich der BfM einem Kartell für Strafrechtsreformen an.

## Internationale Bedeutung
1911 organisierte der BfM parallel zur Internationalen Hygiene-Ausstellung in Dresden den ersten Internationalen Kongress für Mutterschutz und Sexualreform, auf dem unter anderem Magnus Hirschfeld und Helene Stöcker referierten. Die Teilnehmer kamen aus den USA, aus Belgien, Frankreich, den Niederlanden, aus Italien, Norwegen, Österreich-Ungarn, Russland und aus Schweden. Dort wurde eine Internationale Vereinigung der Bewegung für Mutterschutz und Sexualreform gegründet. Helene Stöcker notierte dazu: „Einstimmig war man der Meinung, dass die deutsche Gruppe in der Internationale die Führung haben müsse, da in keinem anderen Lande die geistige Bewegung so weit fortgeschritten und die Behandlung der Probleme so entwickelt sei wie damals bei uns in Deutschland.“ Vorsitzender wurde Max Rosenthal; in den Beirat wurde unter anderen der Politiker Eduard David berufen.

## Zweck und Ziel
Im § 1 der Satzung des Bundes für Mutterschutz und Sexualreform heißt es:

„Zweck des Bundes ist es, die Stellung der Frau als Mutter in rechtlicher, wirtschaftlicher und sozialer Hinsicht zu verbessern, insbesondere unverheiratete Mütter und deren Kinder vor wirtschaftlicher und sittlicher Gefährdung zu bewahren und herrschende Vorurteile gegen sie zu beseitigen…“

Der Bund setzte sich insbesondere für unverheiratete Frauen und deren Kinder ein und vertrat eine Sexualreform, die gegen die herrschende „Lüge und Heuchelei“ in Fragen des sexuellen Lebens gerichtet war. Die sowohl praktisch-caritative wie sozial-ethische Arbeit hatte das Ziel, die Stellung der Frau zu verbessern und eine „Gesundung“ der sexuellen Beziehungen herbeizuführen. Im Jahr 1912 unterhielt der Verein insgesamt 36 Heime für ledige Mütter.

„Man muß es nur einmal recht erfassen, welcher Widersinn darin liegt: Die große Bedeutung der Frau für die Menschheit liegt in der Mutterschaft. Und doch hat man sich nicht gescheut, jede Mutterschaft der Frau außerhalb der Vaterrechts-Ehe ihr als ein Verbrechen anzurechnen.“

Darüber hinaus setzte sich der Verein insbesondere für die Einführung einer Mutterschaftsversicherung (die heute in Form des Mutterschaftsgeldes verwirklicht ist) ein.
Der Bund für Mutterschutz lässt sich nicht nur der Frauenbewegung zuordnen, sondern mindestens ebenso der Reformbewegung um 1900, die das Wilhelminische Kaiserreich stark prägte.

## Zeitschriften des Mutterschutzbundes
Das Organ des Bundes war die Monatsschrift Die Neue Generation, die von 1905 bis 1907 Mutterschutz, Zeitschrift zur Reform der sexuellen Ethik hieß. Herausgeberin war bis 1933 Helene Stöcker.

## Mitgliedschaft
Dem Bund gehörten überwiegend Vertreterinnen des radikalen Flügels der bürgerlichen Frauenbewegung an. Es engagierte sich aber auch andere Richtungen, etwa Henriette Fürth als Vertreterin der proletarischen, an der SPD orientierten Frauenbewegung, freidenkerisch geprägte Personen oder Pfarrer, die teilweise der freireligiösen Bewegung angehörten.
Rund ein Drittel der Mitglieder waren Männer, womit sich der Mutterschutzbund von allen damaligen Frauenorganisationen unterschied, die nur Frauen in ihren Reihen zählten. Helene Stöcker schrieb dazu: „Obwohl es oberflächlich betrachtet um Probleme der Frau ging, waren wir uns völlig klar darüber, dass es eine solche Trennung in der Wirklichkeit gar nicht gibt. Wir waren im Gegenteil davon überzeugt, dass die Probleme der Liebe, der Ehe, der Elternschaft, nur durch beide Geschlechter gemeinsam gelöst werden können. Uns schien es sinnlos, in der Art der bisherigen alten Frauenbewegung eine Trennung nach Geschlechtern vorzunehmen.“
Zu den Mitgliedern zählten Frauenärzte, Sozialwissenschaftler und Hebammen.
Bekannte Mitglieder:
- August Bebel (Beitritt 1906)
- Auguste Forel (Schweizer Psychiater, Eugeniker, Monist, Mitglied der Ethischen Bewegung)
- Henriette Fürth (SPD-Frauenpolitikerin und Publizistin)[17]
- Ernst Haeckel
- Franz von Liszt
- Grete Meisel-Heß (Beitritt 1908)
- Alfred Ploetz (Arzt, Eugeniker)
- Heinz Pothoff
- Ines Wetzel
- Bruno Wille